# Anelaphus subdepressus
Anelaphus subdepressus es una especie de escarabajo longicornio del género Anelaphus, categorizada en la tribu Elaphidiini, de la subfamilia Cerambycinae. Fue descrita por Schaeffer en 1904.

## Descripción
Mide 7-14 mm de longitud.

## Distribución
Se distribuye por Estados Unidos y México.